# Montagny-près-Yverdon
Montagny-près-Yverdon é uma comuna da Suíça, situada no distrito de Jura-Nord Vaudois, no cantão de Vaud. Tem 3,55 km² de área e sua população em 2018 foi estimada em 737 habitantes.